# Badian
Badian é um município de  terceira classe de renda municipal (d) na província Cebu, nas Filipinas. De acordo com o censo de 1 de maio  de  2020 possui uma população de 43 735 pessoas e 10 479 domicílios.